# برایان گرینهالگ
برایان گرینهالگ (انگلیسی: Brian Greenhalgh؛ زادهٔ ۲۰ فوریهٔ ۱۹۴۷) بازیکن فوتبال اهل بریتانیا است.
از باشگاه‌هایی که در آن بازی کرده‌است می‌توان به باشگاه فوتبال کمبریج یونایتد، باشگاه فوتبال پرستون نورث اند، باشگاه فوتبال تورکی یونایتد، باشگاه فوتبال استون ویلا، باشگاه فوتبال ای‌اف‌سی بورنموث، باشگاه فوتبال هادرزفیلد تاون، باشگاه فوتبال واتفورد، و باشگاه فوتبال لستر سیتی اشاره کرد.